# Gubernatorzy Generalni Bahamów

## Chronologiczna lista
- tymczasowo

| #  | Imię i Nazwisko                 | Portret | Kadencja          | Kadencja          | Monarcha    |           |
| #  | Imię i Nazwisko                 | Portret | Od                | Do                | Monarcha    |           |
| -- | ------------------------------- | ------- | ----------------- | ----------------- | ----------- | --------- |
| 1  | John Warburton Paul (1916-2004) |         | 10 lipca 1973     | 31 lipca 1973     | Elżbieta II |           |
| 2  | Milo Butler (1906-1979)         |         | 1 sierpnia 1973   | 22 stycznia 1979  | Elżbieta II |           |
| −  | Doris Sands Johnson (1921-1983) |         | 22 stycznia 1979  | 22 stycznia 1979  | Elżbieta II |           |
| 3  | Gerald Cash (1917-2003)         |         | 22 stycznia 1979  | 25 czerwca 1988   | Elżbieta II |           |
| 4  | Henry Milton Taylor (1903-1994) |         | 26 czerwca 1988   | 1 stycznia 1992   | Elżbieta II |           |
| 5  | Clifford Darling (1922-2011)    |         | 2 stycznia 1992   | 2 stycznia 1995   | Elżbieta II |           |
| 6  | Orville Turnquest (ur. 1929)    |         | 3 stycznia 1995   | 13 listopada 2001 | Elżbieta II |           |
| 7  | Ivy Dumont (ur. 1930)           |         | 13 listopada 2001 | 30 listopada 2005 | Elżbieta II |           |
| –  | Paul Adderley (1928-2012)       |         | 1 grudnia 2005    | 1 lutego 2006     | Elżbieta II |           |
| 8  | Arthur Dion Hanna (1928-2021)   |         | 1 lutego 2006     | 14 kwietnia 2010  | Elżbieta II |           |
| 9  | Arthur Foulkes (ur. 1928)       |         | 14 kwietnia 2010  | 8 lipca 2014      | Elżbieta II |           |
| 10 | Marguerite Pindling (ur. 1932)  |         | 8 lipca 2014      | 28 czerwca 2019   | Elżbieta II |           |
| 11 | Cornelius A. Smith (ur. 1937)   |         | 28 czerwca 2019   | 1 września 2023   | Elżbieta II |           |
| 12 | Cynthia Pratt (ur. 1945)        |         | 1 września 2023   | nadal             | Elżbieta II | Karol III |

## Zobacz także
- Gubernatorzy Bahamów